# Nad Potokiem (Radom)
Nad Potokiem – dzielnica Radomia zlokalizowana w północno-wschodniej części miasta, położona nad Potokiem Północnym.

## Infrastruktura i transport
Główną drogą dojazdową bezpośrednio do osiedla jest ulica Szklana oraz Struga.
Dzielnica jest dobrze skomunikowana z innymi częściami miasta. Dojechać do niej można liniami autobusowymi 1, 9, 10, 17, 18, 21, 22, 26 oraz N2. Główne ulice osiedla to: Sadkowska, Olsztyńska, Grzybowska, Szklana, Zbrowskiego.
Bloki na osiedlu są cztero- i dziesięciopiętrowe z wielkiej płyty. Osiedle jest wyposażone w liczne place zabaw dla dzieci.
Na obrzeżu osiedla znajdują się łąki, które pełnią rolę terenów rekreacyjnych osiedla. W roku 2022 ukończono budowę zbiornika retencyjnego na przepływającym tu Potoku Północnym. 
Ponadto w pobliżu znajdują się liczne sklepy prywatne oraz supermarkety typu: Lidl, Lewiatan, Biedronka, oraz Galeria Handlowa na ul. Zbrowskiego.

## Edukacja
W dzielnicy zlokalizowanych jest sześć szkół oraz przedszkole:
- Zespół Szkół Elektronicznych im. Bohaterów Westerplatte;
- Publiczna Szkoła Podstawowa nr 27;
- Publiczna Szkoła Podstawowa nr 33 im. Kawalerów Orderu Uśmiechu;
- Katolickie Liceum Ogólnokształcące (KLO);
- Katolicka Szkoła Podstawowa;
- Przedszkole Publiczne nr 3 z oddziałami specjalnymi im. J. Porazińskiej w Radomiu;

## Parafia
Na terenie dzielnicy zlokalizowana jest parafia rzymskokatolicka pw. Matki Bożej Królowej Świata. 